# Cullen Neal
Cullen Jacob Neal (Albuquerque, 18 marzo 1994) è un ex cestista statunitense.
È il figlio dell'ex cestista e allenatore Craig Neal.